# 빈두사라
빈두사라(산스크리트어: बिन्दुसारः)는 마가다의 제2대 마우리아 황제이다. 고대 그리스-로마 작가들은 그를 아미트로카테스라고 불렀는데, 이 이름은 그의 산스크리트어 이명인 아미트라가타("적들의 노예")에서 비롯된 것으로 보인다.
빈두사라는 마우리아 왕조의 창시자인 찬드라굽타의 아들이었으며, 동시에 왕조의 가장 유명한 통치자인 아소카의 아버지였다. 이 두 황제의 삶뿐만 아니라 그의 삶도 기록되어 있지 않다. 그에 대한 많은 정보는 그가 죽은 후 수백 년 후에 쓰여진 전설적인 이야기들에서 나온다. 헤마찬드라의 파리지슈타파르반과 같은 자이나교 전설들은 그가 죽은 지 1,000년 이상 지난 후에 쓰여졌다. 아소카의 초기 생애에 관한 불교 전설들도 대부분 아소카가 죽은 지 수백 년이 지난 후에 살았던 불교 작가들에 의해 작성된 것으로 보이며, 역사적 가치가 거의 없다. 이러한 전설들은 빈두사라의 치세에 대해 여러 가지 추론을 하는 데 사용될 수 있지만, 아소카와 불교 사이의 밀접한 연관성 때문에 전적으로 신뢰할 수 없다.
빈두사라에 대한 정보를 제공하는 불교 문헌으로는 디비아바다나(아쇼카바다나와 팜수프라다나바다나 포함), 디파밤사, 마하밤사, 밤사타파카시니(마하밤사 티카 또는 "마하밤사 해설"로도 알려져 있음), 사만타파사디카, 타라나타의 16세기 저술이 포함되며, 자이나교 문헌으로는 헤마찬드가 12세기에 저술한 파리지슈타파르반과 데바찬드라가 19세기에 저술 라자발리카타가 포함된다. 푸라나에서는 또한 마우리아 통치자들의 계보에서 빈두사라를 언급한다. 일부 그리스 문헌에서는 "아미트로차테스" 또는 그 변형된 이름으로 빈두사라를 언급하기도 한다. 빈두사라는 그의 아버지에 의해 창조된 제국을 통합했다. 16세기 티베트 불교 작가인 타라나타는 그가 남인도에서 광범위한 영토 정복을 했다고 칭송했지만, 일부 역사가들은 이 주장의 역사적인 진위를 의심한다.

## 배경
고대 및 중세 문헌에는 빈두사라의 삶이 자세히 기록되어 있지 않다. 그에 대한 많은 정보는 찬드라굽타 마우리아에 초점을 맞춘 자이나 문학과 아소카에 초점을 맞춘 불교 문학의 전설적인 이야기들에서 나온다. 헤마찬드라의 파리지슈타파르반과 같은 자이나교 전설들은 그가 죽은 지 천 년 이상 지난 후에 쓰여졌다. 아소카의 초기 생애에 대한 대부분의 불교 전설들도 아소카가 죽은 지 수백 년 후에 살았던 불교 작가들에 의해 작성된 것으로 보이며, 역사적 가치는 거의 없다. 이러한 전설들은 빈두사라의 치세에 대해 여러 가지 추론을 하는 데 사용될 수 있지만, 아소카와 불교 사이의 밀접한 연관성 때문에 전적으로 신뢰할 수 없다.
빈두사라에 대한 정보를 제공하는 불교 자료에는 디비야바다나 (아쇼카바다나와 팜수프라다나바다나 포함), 디파밤사, 마하밤사, 밤사타파카시니 (마하밤사 티카 또는 "마하밤사 해설"로도 알려짐), 사만타파사디카, 그리고 16세기 타라나타의 저술이 포함된다. 자이나교 자료에는 헤마찬드라의 12세기 파리지슈타파르반과 데바찬드라의 19세기 라자발리카타가 포함된다. 힌두교 푸라나 또한 마우리아 통치자들의 계보에서 빈두사라를 언급한다. 일부 그리스 자료는 그를 "아미트로카테스" 또는 그 변형된 이름으로 언급하기도 한다.

## 초기 생애

### 부모
빈두사라는 마우리아 제국의 창시자인 찬드라굽타 마우리아의 아들로 태어났다. 이는 다양한 푸라나와 마하밤사를 포함한 여러 자료에 의해 입증된다. 반면에 디파밤사는 빈두사라를 시슈나가 왕의 아들이라고 기록한다. 아소카바다나의 산문판은 빈두사라가 난다 왕조의 아들이자 빔비사라의 10대손이라고 명시한다. 디파밤사처럼, 아소카바다나는 찬드라굽타의 이름을 완전히 생략한다. 아소카바다나의 운문판은 약간의 변형이 있는 유사한 계보를 포함한다.
찬드라굽타는 셀레우코스 제국과 혼인 동맹을 맺었으며, 이로 인해 빈두사라의 어머니가 그리스인이나 마케도니아인일 수 있다는 추측이 나왔다. 그러나 이에 대한 증거는 없다. 12세기 자이나교 작가 헤마찬드라의 파리지슈타파르반에 따르면, 빈두사라의 어머니 이름은 두르다라였다.

### 이름
"빈두사라"라는 이름은 약간의 변형과 함께 디파밤사와 마하밤사("빈두사로")와 같은 불교 경전, 파리지슈타파르반과 같은 자이나교 경전, 그리고 비슈누 푸라나("빈두사라")와 같은 힌두교 경전에서 확인된다. 다른 푸라나는 찬드라굽타의 후계자에 대해 다른 이름을 부여하는데, 이는 서기 오류로 보인다. 예를 들어, 바가바타 푸라나의 여러 판본은 그를 바리사라 또는 바리카라라고 언급한다. 바유 푸라나의 다른 판본은 그를 바드라사라 또는 난다사라라고 부른다.
마하바샤는 찬드라굽타의 후계자를 아미트라가타(산스크리트어로 "적들의 노예")라고 명명한다. 그리스 작가인 스트라본과 아테나이오스는 각각 그를 알리트로카데스(Ἀλλιτροχάδης)와 아미트로카테스(Ἀμιτροχάτης)라고 부르는데, 이 이름들은 아마도 산스크리트어 칭호에서 유래했을 것이다. J.F. 플리트는 그리스 이름이 인드라의 칭호인 산스크리트어 아미트라카다("적들을 삼키는 자")에서 유래했다고 믿었다.
또한, 빈두사라는 그의 후계자인 아소카에게도 적용된 데바남피야("신의 사랑을 받는 자")라는 칭호를 받았다. 자이나교 문헌 라자발리카타는 그의 본명이 심하세나라고 명시한다.
불교와 자이나교 문헌 모두 빈두사라가 자신의 이름을 얻게 된 전설을 언급한다. 두 기록 모두 찬드라굽타의 대신인 차나키야가 황제의 음식에 소량의 독을 섞어 가능한 독살 시도에 대한 면역을 기르도록 했다고 언급한다. 어느 날, 찬드라굽타는 독이 있다는 것을 모르고 임신한 아내와 음식을 나누어 먹었다. 불교 전설(마하밤사 및 마하밤사 티카)에 따르면, 당시 황후는 출산 7일 전이었다. 황후가 독이 든 한 입을 먹었을 때 차나키야가 도착했다. 그녀가 죽을 것이라는 것을 깨달은 그는 태아를 구하기로 결정했다. 그는 황후의 머리를 자르고 검으로 배를 갈라 태아를 꺼냈다. 그 후 7일 동안, 그는 매일 새로 죽인 염소의 배에 태아를 넣었다. 7일 후, 찬드라굽타의 아들이 "태어났다". 그의 몸에 염소 피 방울("빈두")이 묻어 있었기 때문에 그는 빈두사라라고 이름 붙여졌다. 자이나교 문헌 파리지슈타파르반은 황후의 이름을 두르다라라고 명시하며, 차나키야가 그녀가 쓰러진 바로 그 순간 방에 들어섰다고 말한다. 아이를 구하기 위해 그는 죽은 황후의 자궁을 갈라 아기를 꺼냈다. 이때쯤 독 한 방울("빈두")이 이미 아기에게 도달하여 머리를 만졌다. 따라서 차나키야는 그에게 "방울의 힘"을 의미하는 빈두사라라는 이름을 붙였다.

### 가족
아소카바다나의 산문 버전은 빈두사라의 세 아들인 수시마, 아소카 그리고 비가타소카를 언급한다. 아소카와 비가타쇼카의 어머니는 참파푸리 시의 브라만의 딸인 수바드랑기라는 여인이었다. 그녀가 태어났을 때, 핑갈바차라는 점성술사는 그녀의 아들 중 한 명이 황제가 되고, 다른 한 명은 종교인이 될 것이라고 예언했다. 그녀가 자랐을 때, 그녀의 아버지는 그녀를 파탈리푸트라에 있는 빈두사라의 궁전으로 데려갔다. 빈두사라의 아내들은 그녀의 아름다움에 질투하여 그녀를 황실 이발사로 훈련시켰다. 한 번은 황제가 그녀의 머리 손질 기술에 만족했을 때, 그녀는 여왕이 되고 싶다는 소망을 표현했다. 빈두사라는 처음에는 그녀의 낮은 계급에 대해 우려했지만, 그녀가 브라만 혈통임을 알게 된 후 그녀를 수석 황후로 삼았다. 부부에게는 두 아들인 아소카와 비가타쇼카가 있었다. 빈두사라는 아소카를 좋아하지 않았는데, 그의 "사지가 만지기 어려웠기" 때문이었다.
디비야바다나의 또 다른 전설은 아소카의 어머니를 자나파다칼랴니라고 명명한다. 밤사타파카시니(마하밤사 티카)에 따르면, 아소카의 어머니의 이름은 담마였다. 마하밤사는 빈두사라가 16명의 여성으로부터 101명의 아들을 두었다고 명시한다. 이들 중 장남은 수마나/수시마였고, 막내는 티샤(또는 팃사)였다. 아소카와 티샤는 같은 어머니에게서 태어났다.

## 치세
역사가 우핀데르 싱은 빈두사라가 기원전 297년경에 즉위했다고 추정한다.

### 영토 정복

마가다와 마우리아 제국의 영토 확장 (기원전 600년 ~ 기원전 180년), 빈두사라 치세의 영토 확장 (기원전 273년 이전) 포함.

16세기 티베트 불교 작가 타라나타는 빈두사라의 "위대한 영주" 중 한 명인 차나키야가 16개 도시의 귀족과 왕들을 파괴하고 그를 서해와 동해 (아라비아해와 벵골만) 사이의 모든 영토의 주인으로 만들었다고 언급한다. 일부 역사가들은 이를 빈두사라의 데칸고원 정복을 의미한다고 해석하는 반면, 다른 역사가들은 단순히 반란 진압을 의미한다고 본다.
사일렌드라 나트 센은 찬드라굽타의 통치 기간 동안 마우리아 제국이 이미 서해(사우라슈트라 옆)에서 동해(벵골 옆)까지 확장되었다고 지적한다. 게다가 남인도에서 발견된 아소카의 비문에는 빈두사라의 데칸고원 (남인도) 정복에 대한 언급이 없다. 이를 바탕으로 센은 빈두사라가 마우리아 제국을 확장하지는 않았지만, 찬드라굽타로부터 물려받은 영토를 유지하는 데 성공했다고 결론지었다.
반면에 K. 크리슈나 레디는 아소카가 데칸을 정복했다면 그의 비문에서 남인도 정복을 자랑했을 것이라고 주장한다. 따라서 레디는 마우리아 제국이 빈두사라의 통치 기간 동안 마이소르까지 확장되었다고 믿는다. 그에 따르면, 최남단 왕국들은 마우리아 제국의 일부는 아니었지만, 아마도 그들의 종주권을 인정했을 것이다.
알랭 다니엘루는 빈두사라가 데칸 지역을 포함하는 제국을 물려받았으며, 제국에 영토를 추가하지 않았다고 믿는다. 그러나 다니엘루는 빈두사라가 체라, 촐라 그리고 사티야푸트라의 남부 영토를 명목상 마우리아 통제하에 두었지만, 그들의 군대를 물리칠 수는 없었다고 믿는다. 그의 이론은 상감 문학이 밤바 모리야르(마우리아 정복)를 암시하지만, 마우리아 원정에 대한 자세한 내용은 제공하지 않는다는 사실에 기반한다. 다니엘루에 따르면, 빈두사라의 주요 업적은 찬드라굽타로부터 물려받은 제국을 조직하고 통합한 것이다.

### 탁샤실라 반란
마하밤사에 따르면, 빈두사라는 그의 아들 아소카를 우자이이니의 총독으로 임명했다. 아소카바다나는 빈두사라가 아소카를 탁샤실라 포위 공격에 보냈다고 명시한다. 황제는 아소카의 원정에 어떤 무기나 전차도 제공하기를 거부했다. 그러자 천신들이 기적적으로 그에게 병사와 무기를 가져다주었다. 그의 군대가 탁샤실라에 도착하자, 도시 주민들이 그에게 다가왔다. 그들은 아소카에게 자신들은 빈두사라의 억압적인 대신들에게만 반대할 뿐이며, 황제나 황자에게는 아무 문제가 없다고 말했다. 아소카는 그 후 저항 없이 도시로 들어갔고, 데바타들은 그가 언젠가 전 세계를 통치할 것이라고 선언했다. 빈두사라가 죽기 직전, 탁샤실라에서 두 번째 반란이 일어났다. 이번에는 수시마가 반란을 진압하기 위해 보내졌지만, 그는 실패했다.

### 조언자들
라자발리-카타에 따르면, 찬드라굽타 마우리아의 수석 고문(또는 수석 대신)인 차나키야는 빈두사라에게 행정을 넘겨준 후 은퇴를 위해 그와 함께 숲으로 갔다. 그러나 파리지슈타파르반은 차나키야가 빈두사라의 총리로 계속 일했다고 명시한다. 이 책은 차나키야의 죽음에 대한 전설을 언급한다. 차나키야는 황제에게 수반두라는 사람을 그의 대신 중 한 명으로 임명해 달라고 요청했다. 그러나 수반두는 더 높은 대신이 되기를 원했고 차나키야를 질투했다. 그래서 그는 빈두사라에게 차나키야가 그의 어머니의 배를 갈랐다고 말했다. 간호사들에게서 이야기를 확인한 후, 빈두사라는 차나키야를 싫어하기 시작했다. 그 결과, 당시 이미 매우 늙은 차나키야는 은퇴하여 굶어 죽기로 결심했다. 한편, 빈두사라는 자신의 출생에 대한 자세한 상황을 알게 되었고, 차나키야에게 대신 직무를 재개해 달라고 간청했다. 차나키야가 응하기를 거부하자 황제는 수반두에게 그를 달래라고 명령했다. 수반두는 차나키야를 달래는 척하면서 그를 불에 태워 죽였다. 얼마 지나지 않아 수반두 자신도 차나키야의 저주 때문에 은퇴하여 승려가 되어야 했다.
아소카바다나는 빈두사라에게 500명의 황실 고문이 있었다고 시사한다. 이 문헌은 그의 아들 아소카가 그의 죽음 후에 황제가 되는 것을 도운 두 명의 관리인 칼라타카와 라다가굽타를 언급한다.

## 대외 관계
빈두사라는 그리스와 우호적인 외교 관계를 유지했다. 플라테이아의 데이마코스는 빈두사라 궁정의 셀레우코스 제국 왕 안티오코스 1세의 대사였다. 데이마코스는 "경건함에 대하여" (Peri Eusebeias)라는 논문을 쓴 것으로 보인다. 3세기 그리스 작가 아테나이오스는 그의 저서 데이프노소피스타이에서 헤게산드로스의 글에서 알게 된 한 사건을 언급한다. 빈두사라가 안티오코스에게 단 포도주, 말린 무화과, 그리고 소피스트를 보내달라고 요청했다. 안티오코스는 포도주와 무화과는 보내겠지만, 그리스 법은 소피스트를 판매하는 것을 금지한다고 답했다. 빈두사라가 소피스트를 요청한 것은 아마도 그리스 철학에 대해 배우려는 의도를 반영한 것으로 보인다.
디오도로스 시켈로스는 팔리보트라(파탈리푸트라, 마우리아 수도)의 왕이 그리스 작가 이암불로스를 환영했다고 말한다. 이 왕은 일반적으로 빈두사라로 식별된다. 플리니우스는 프톨레마이오스 왕국의 왕 프톨레마이오스 2세 필라델포스가 디오니시오스라는 특사를 인도로 보냈다고 명시한다. 사일렌드라 나트 센에 따르면, 이는 빈두사라의 치세에 일어난 일로 보인다.

## 종교
불교 경전인 사만타파사디카와 마하밤사는 빈두사라가 "브라마나 바토"("브라마나의 숭배자")라고 불리며 브라만교를 따랐음을 시사한다. 자이나교 자료는 빈두사라의 신앙에 대해 침묵한다. 산치의 3세기 기원전 사원 40 유적지에서 발견된 단편적인 비문은 아마도 빈두사라를 언급하고 있는데, 이는 산치에서 불교 교단과의 그의 연관성을 시사할 수 있다.
일부 불교 경전은 빈두사라 궁정의 아지비카 점성술사 또는 사제가 아소카 왕자의 미래의 위대함을 예언했다고 언급한다. 팜수프라다나바다나(디비야바다나의 일부)는 이 남자를 핑갈라바차라고 명명한다. 밤사타파카시니(마하밤사 해설)는 맛지마 니까야에 대한 주석에 근거하여 이 남자를 자나사나라고 명명한다.
디비야바다나 판본에 따르면, 핑갈라바차는 아지비카 파리브라자카(유랑 교사)였다. 빈두사라는 그에게 왕자들의 놀이를 보며 다음 황제가 될 수 있는 능력을 평가해 달라고 요청했다. 핑갈라바차는 아소카가 가장 적합한 왕자임을 인정했지만, 아소카가 빈두사라가 가장 좋아하는 아들이 아니었기 때문에 황제에게 명확한 답변을 주지 않았다. 그러나 그는 황후 수바드랑기에게 아소카의 미래의 위대함에 대해 이야기했다. 황후는 황제가 답변을 강요하기 전에 그에게 제국을 떠나 달라고 요청했다. 핑갈라바차는 빈두사라가 죽은 후에야 궁정으로 돌아왔다.
마하밤사 주석에 따르면 자나사나(또는 자라소나, 자라사나)는 황후의 쿨루파가(황실의 고행자)였다. 그는 가섭불 시대에 비단뱀으로 태어나 비구들의 논의를 듣고 매우 현명해졌다. 황후의 임신에 대한 그의 관찰을 바탕으로 그는 아소카의 미래의 위대함을 예언했다. 그는 알려지지 않은 이유로 궁정을 떠난 것으로 보인다. 아소카가 성장했을 때, 황후는 그에게 자나사나가 그의 위대함을 예언했다고 말했다. 아소카는 수도 파탈리푸트라에서 멀리 떨어진 알려지지 않은 장소에 거주하고 있던 자나사나를 데려오기 위해 마차를 보냈다. 파탈리푸트라로 돌아오는 길에 그는 앗사굽타에 의해 불교로 개종되었다. 이러한 전설을 바탕으로 A. L. 바샴과 같은 학자들은 빈두사라가 아지비카를 후원했다고 결론 내린다.

## 사망과 계승
역사적 증거에 따르면 빈두사라는 기원전 270년대에 사망했다. 우핀데르 싱에 따르면 빈두사라는 기원전 273년경에 사망했다. 알랭 다니엘루는 그가 기원전 274년경에 사망했다고 믿는다. 사일렌드라 나트 센은 그가 기원전 273-272년경에 사망했으며, 그의 죽음 이후 4년간의 계승 투쟁이 있었고, 그 후 그의 아들 아소카가 기원전 269-268년에 황제가 되었다고 믿는다.
마하밤사에 따르면 빈두사라는 28년간 통치했고, 푸라나에 따르면 그는 25년간 통치했다. 불교 경전인 대방광보살장문수사리근본의궤경은 그가 70년간 통치했다고 주장하지만, 이는 역사적으로 정확하지 않다.
모든 자료는 빈두사라의 뒤를 그의 아들 아소카가 이었다는 점에 동의하지만, 계승 상황에 대해서는 다양한 설명을 제공한다. 마하밤사에 따르면, 아소카는 우자인의 부왕으로 임명되었다. 아버지의 치명적인 병 소식을 듣고 그는 수도 파탈리푸트라로 서둘러 갔다. 그곳에서 그는 99명의 형제들을 죽이고(티샤만 남겨두고) 새로운 황제가 되었다.
아소카바다나의 산문판에 따르면, 빈두사라가 가장 좋아했던 아들 수시마는 한때 놀이 삼아 재상 칼라타카에게 건틀릿을 던졌다. 재상은 수시마가 황제가 될 자격이 없다고 생각했다. 그래서 그는 500명의 황실 고문들에게 접근하여, 천신들이 아소카의 보편적 통치자로서의 등극을 예언했다고 지적하며 빈두사라의 죽음 후에 아소카를 황제로 임명할 것을 제안했다. 얼마 후, 빈두사라는 병이 들어 그의 후계자에게 행정을 넘겨주기로 결정했다. 그는 신하들에게 수시마를 황제로 임명하고, 아소카를 탁샤실라의 총독으로 임명해 달라고 요청했다. 그러나 이때 수시마는 탁샤실라로 보내져 반란을 진압하려 했으나 실패했다. 황제가 임종을 앞두고 있을 때, 신하들은 아소카를 임시 황제로 임명하고, 수시마가 탁샤실라에서 돌아온 후 그를 다시 황제로 임명할 것을 제안했다. 그러나 빈두사라는 이 제안을 듣고 화를 냈다. 그러자 아소카는 자신이 빈두사라의 후계자가 될 운명이라면, 천신들이 자신을 황제로 임명할 것이라고 선언했다. 그러자 천신들은 기적적으로 황제관을 그의 머리에 씌웠고, 빈두사라는 죽었다. 수시마가 이 소식을 듣고 제위를 차지하기 위해 파탈리푸트라로 진군했다. 그러나 그는 아소카의 후원자 라다가굽타의 속임수에 넘어가 숯불 구덩이에 빠져 죽었다.
반대로, 브라흐만다 푸라나는 빈두사라가 직접 아소카를 황제로 즉위시켰다고 언급한다.
데바찬드라의 라자발리카타(19세기)는 빈두사라가 아소카에게 제위를 넘겨준 후 은퇴했다고 명시한다.

## 대중문화
- 거슨 다 쿤하는 2001년 발리우드 영화 아쇼카에서 빈두사라 역을 맡았다.[42]
- 사미르 다르마디카리는 TV 시리즈 차크라바르틴 아소카 삼라트에서 빈두사라 역을 연기했다.[43]
- 싯다르트 니감은 TV 시리즈 찬드라 난드니에서 빈두사라 역을 연기했다.[44]
- 체탄 한스라지는 TV 시리즈 프라차운드 아소카에서 빈두사라 역을 연기한다.

## 참고 문헌
- Daniélou, Alain (2003). 《인도 약사》. Inner Traditions / Bear & Co. 139쪽. ISBN 978-1-59477-794-3.
- Guruge, Ananda W. P. (1993). 《아소카, 의로운 자: 결정적인 전기》. Central Cultural Fund, Ministry of Cultural Affairs and Information. ISBN 978-955-9226-00-0.
- Kosmin, Paul J. (2014), 《코끼리 왕의 땅: 셀레우코스 제국의 공간, 영토, 이데올로기》, 하버드 대학교 출판부, ISBN 978-0-674-72882-0
- Mookerji, Radha Kumud (1988) [first published in 1966], 《찬드라굽타 마우리아와 그의 시대》 4판, 모틸랄 바나르시다스, ISBN 81-208-0433-3
- Sastri, K. A. Nilakanta (1988). 《난다와 마우리아 시대》. Motilal Banarsidass. ISBN 9788120804661.
- Sen, Sailendra Nath (1999). 《고대 인도 역사와 문명》. New Age International. ISBN 9788122411980.
- Singh, Upinder (2008). 《고대 및 초기 중세 인도 역사: 석기 시대부터 12세기까지》. Pearson Education India. ISBN 978-81-317-1120-0.
- Srinivasachariar, M. (1974). 《고전 산스크리트 문학사》. Motilal Banarsidass. ISBN 9788120802841.
- 이르판 하비브; 비베카난드 자 (2004). 《마우리아 인도》. 인민 인도사. 알리가르 역사학자 협회 / 툴리카 북스. ISBN 978-81-85229-92-8.
- 로밀라 타파르 (1961). 《아쇼카와 마우리아 제국의 쇠퇴》. 옥스퍼드 대학교 출판부.

| 전임 찬드라굽타 마우리아 | 제2대 마우리아 황제 기원전 298년 ~ 기원전 273년 | 후임 아소카 |